# Директория Украинской Народной Республики

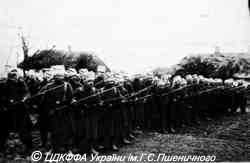
Серожупанная дивизия в дни мятежа против гетманской власти, конец 1918 года

Директория Украинской Народной Республики (укр. Директорія Української Народної Республіки) (14 декабря 1918 — 10 ноября 1920) — высший орган государственной власти новосозданной Украинской Народной Республики.
В результате поражения Центральных держав в Первой мировой войне Украинская держава во главе с гетманом Скоропадским лишилась своих внешних союзников — Германии и Австро-Венгрии, его положение стало шатким. В ночь на 14 ноября 1918 года бывшими деятелями Центральной рады во главе с Владимиром Винниченко была образована Директория Украинской Народной Республики, начавшая вооружённую борьбу за власть. Выступив из Белой Церкви 18 ноября 1918 года, 14 декабря войска Директории захватили столицу и свергли власть гетмана Скоропадского, бежавшего из страны.

## Состав Директории

Печать Директории УНР.

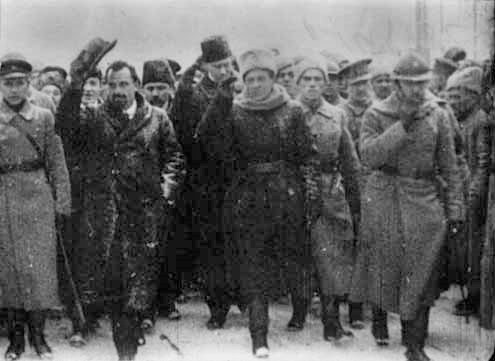
Правительство Директории, на переднем плане Симон Петлюра и Владимир Винниченко, начало 1919 года

- В. Винниченко — председатель Директории (14 декабря 1918 года — 13 февраля 1919 года);
- С. Петлюра — главный атаман (главнокомандующий); председатель Директории (13 февраля 1919 года — 10 ноября 1920 года);
- А. Андриевский — 4 мая 1919 года вышел из состава Директории УНР (постановление Директории о выбытии от 13 мая 1919 года);
- Ф. Швец — 15 ноября 1919 года направлен с дипломатическими поручениями за границу, передав всю полноту власти Петлюре; 25 мая 1920 года постановлением правительства УНР был выведен из состава Директории;
- А. Макаренко[укр.] — 15 ноября 1919 года направлен с дипломатическими поручениями за границу, передав всю полноту власти Петлюре.

Евгений Петрушевич был введён в состав Директории 22 января 1919 года как президент Украинского национального совета ЗУНР. В июне того же года был выведен из Директории в связи с тем, что по решению Украинского национального совета он 9 июня принял на себя диктаторские полномочия, совместив занимаемый пост с должностью главы правительства ЗУНР. В целом июньский конфликт был связан с намерением остальных членов Директории прийти к соглашению с Польшей за счёт уступки ей западноукраинских земель (Восточной Галиции).

## Внутренняя политика

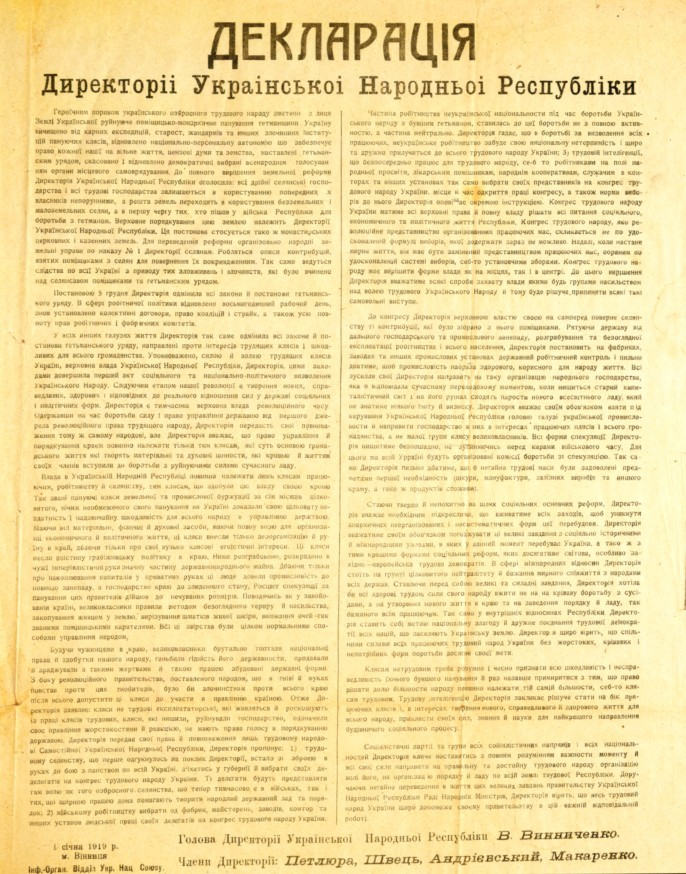
Декларация Директории УНР. 1 января 1919 года.

В начальный этап существования Директории в выработке её политического курса активную роль сыграл её первый председатель Владимир Винниченко, уже возглавлявший правительство Украинской Народной Республики (УНР) в конце 1917 — начале 1918 годов. Уже в начале февраля 1919 года, однако, он и другие социалисты были отозваны ЦК Украинской социал-демократической рабочей партии (УСДРП) из состава Директории и Совета министров, и с этого времени её фактически возглавил главнокомандующий войсками УНР Симон Петлюра, установив военную диктатуру (чтобы не подчиниться решению ЦК, он объявил о выходе из партии).
Сразу после занятия Киева (14 декабря 1918 года) Директория обнародовала ряд решений, направленных против помещиков и буржуазии. Было принято постановление о немедленном освобождении от должностей всех назначенных при гетмане чиновников. Правительство намеревалось лишить промышленную и аграрную буржуазию избирательных прав. Власть на местах предполагалось передать Трудовым советам крестьян, рабочих и трудовой интеллигенции. Радикальный характер заявленных намерений лишил Директорию поддержки подавляющего большинства специалистов, промышленников и чиновников государственного аппарата. Революционная стихия крестьянства оказалась неспособной противостоять наступлению регулярных советских войск и стала вырождаться в разрушительную анархию…
26 декабря 1918 года Директория обнародовала Декларацию о проведении аграрной реформы, заявив о намерении экспроприировать государственные, церковные и крупные частные землевладения для перераспределения их среди крестьян. Было объявлено об изъятии земли у помещиков без выкупа, но при этом было обещано компенсировать затраты на осуществлённые агротехнические, мелиоративные и т. п. работы; экспроприация не касалась земель промышленных предприятий и сахарных заводов; за землевладельцами оставались дома, где они до этого жили, породистый скот, виноградники; конфискации не подлежали земли иностранных подданных. Несмотря на весьма умеренный характер предполагаемых реформ, помещичество и буржуазия были недовольны политикой Директории, которая открыто игнорировала их интересы. Большинство крестьян, однако, считало, что заявленные реформы соответствуют интересам помещичества.
В связи с критическим политическим и военным положением Директории не удалось наладить управление экономикой. Экономические потери, которые понесло хозяйство Украины в результате Первой мировой войны и революционных событий, были катастрофическими. Значительно снизился уровень добычи угля, обострялся топливный голод. Железорудная и марганцевая промышленность в 1919 году почти полностью прекратила свою деятельность. Резко сократило производство машиностроение. Существенно уменьшилось производство сахара. В плачевном положении находились и другие отрасли пищевой промышленности. Все это негативно отражалось на материальном положении населения, особенно городского. Тысячи рабочих, спасаясь от голодной смерти, бежали из городов в деревню. Торговля приобрела извращённые формы.
Украинское крестьянство, которое в начале борьбы с гетманщиной поддержало Директорию, начало проявлять недовольство его экономической политикой. Толчок к углублению конфликта дал закон Директории о земельной реформе от 8 января 1919 года, согласно которому земля оставалась в собственности государства. В управление государству передавался государственный земельный фонд, образованный за счёт земель, изымаемых у крестьян. Устанавливался лимит на количество земли, которое разрешается иметь в собственности, — 15 десятин. Новые земельные наделы должны были предоставляться в вечное пользование малоземельным и безземельным крестьянам и составлять от 5 до 15 десятин. Согласно закону, многим крестьянским хозяйствам пришлось бы расстаться с излишками земли.
Закон в любом случае не мог быть реализован, поскольку на большей части территории республики велись боевые действия с большевиками, Деникиным и Польшей. Большевики призывали крестьянство забирать землю в свои руки немедленно, потому что Директория передаст землю в руки «кулаков».
Деятельность Директории, во главе с Петлюрой, ознаменовалась кровавыми еврейскими погромами.

## Внешняя политика
Директории удалось расширить международные связи УНР. Украину признали Венгрия, Чехословакия, Голландия, Ватикан, Италия и ряд других государств. Но ей не удалось наладить нормальных отношений именно с теми странами, от которых зависела судьба УНР: Советской Россией, государствами Антанты и Польшей.

### Директория УНР и ЗУНР
Директория установила тесные отношения с другим государственным образованием украинцев — Западно-Украинской Народной Республикой, провозглашённой на населённых украинцами землях бывшей австро-венгерской Галиции и испытывавшей давление со стороны Польши. 1 декабря 1918 года делегаты Директории и ЗУНР подписали в городе Фастов предварительный договор об объединении обеих украинских республик в одно государство. 22 января 1919 года Директория УНР подписала с правительством Западной Украины «Акт об объединении УНР и ЗУНР на федеративных началах» (укр. «Акт Злуки»): этот день отмечается в наши дни как День соборности Украины. Реального объединения, однако, так и не получилось. Президент Украинского национального совета ЗУНР Евгений Петрушевич, вошедший в состав Директории, уже в июне её покинул в связи с намерением остальных членов Директории прийти к соглашению с Польшей за счёт уступки ей западноукраинских земель (Восточной Галиции), а в июле вместе с правительством ЗУНР выехал в эмиграцию в Каменец-Подольский, а оттуда — в Вену (Австрия), где безуспешно пытался дипломатическим путём добиться признания западными державами права Восточной Галиции на самоопределение.

### Директория УНР и Советская Украина
28 ноября 1918 года в Курске было создано Временное рабоче-крестьянское правительство Украины, возглавлявшееся Г. Л. Пятаковым.
Декретом Временного рабоче-крестьянского правительства Украины от 30 ноября была создана Украинская советская армия (главнокомандующий В. А. Антонов-Овсеенко), в состав которой вошли сформированные в «нейтральной зоне» между Советской Россией и оккупированной австро-германскими войсками Украиной 1-я Повстанческая и 2-я Повстанческая дивизии и отдельные повстанческие отряды, преобразованные в регулярные части и соединения, а также части погранохраны Брянского, Льговского, Курского и Острогожского районов.
12 декабря части 1-й и 2-й Повстанческих дивизий начали наступление, в ходе которого были заняты Клинцы, Новозыбков, Новгород-Северский, Глухов, Шостка, Волчанск и Купянск. 21 декабря 2-я Повстанческая дивизия после отхода немецких войск с границы заняла Белгород и начала наступление на Харьков.
31 декабря Директория предложила Совнаркому РСФСР переговоры о мире. Совнарком согласился на переговоры, хотя не признавал Директорию представительским органом украинского народа. Во время переговоров советская сторона отвергла обвинения УНР в ведении против неё необъявленной войны, заявив, что никаких регулярных российских войск на Украине нет. Со своей стороны, Директория не согласилась на объединение Директории с украинским советским правительством и отказалась принять другие требования, означавшие самоликвидацию УНР.
В ночь с 1 на 2 января 1919 года в Харькове началось большевистское восстание. Совет немецких солдат поддержал восстание и выдвинул петлюровцам ультиматум — в течение суток вывести все войска из Харькова. 3 января в Харьков вошли советские войска.
4 января был образован Украинский фронт, организовавший наступление двумя группами войск на Полтаву — Лозовую и Киев — Черкассы.
16 января 1919 года Директория объявила войну Советской России, в которой потерпела поражение — уже в феврале 1919 года Красная Армия взяла Киев. Основные вооружённые силы Директории были разгромлены украинскими советскими войсками (Украинский фронт) и махновцами.
Режиму Директории не удалось создать устойчивые регулярные воинские формирования. Армия Директории состояла из разрозненных отрядов повстанцев-крестьян, принявших участие в антигетманском восстании. В ходе наступления Красной армии зимой 1918/1919 года повстанческие части, разочарованные политикой национального правительства и привлечённые социальными лозунгами советской власти, массово переходили на сторону большевистского правительства Советской Украины. Как правило, повстанческие соединения, объявившие о своей советской ориентации, в полном составе, во главе со своими командирами («атаманами», «батьками»), по взаимному соглашению включались в состав армии Советской Украины, получая номер и официальное наименование, с последующим приведением повстанческих частей к штатам Красной армии и назначением комиссаров-большевиков.
В марте 1919 года из крупных городов Украины под контролем УНР находились только Житомир и Винница, из которой им тоже пришлось бежать. Остатки петлюровских войск были прижаты к пограничной реке Збруч.
Воспользовавшись переходом на территорию УНР войск Западно-Украинской народной республики, отступающих под напором поляков, а также начавшимся наступлением войск Деникина на Советскую Украину, войска Директории совместно с Галицкой армией перешли в контрнаступление и 30 августа 1919 года (одновременно с белыми) заняли Киев, но уже на следующий день были изгнаны оттуда белогвардейцами. Командование ВСЮР отказалось вести переговоры с Петлюрой, и к октябрю 1919 года петлюровцы были разгромлены. «Акт Злуки» фактически оказался денонсирован после того, как представители Галицкой армии в одностороннем порядке без учёта мнения правительства УНР 6 ноября 1919 года подписали с Добровольческой армией Зятковские соглашения о прекращении боевых действий между Галицкой армией и силами Белого движения, заключении между этими силами военного союза и переходе Галицкой армии в распоряжение генерала Деникина. В украинской историографии подписание этого договора называется «ноябрьской катастрофой» (укр. «Листопадова катастрофа») в истории украинского государства. В качестве одной из причин разрыва отношений УНР И ЗУНР называются переговоры Петлюры с Польшей, которые галичане расценивали как предательство
.

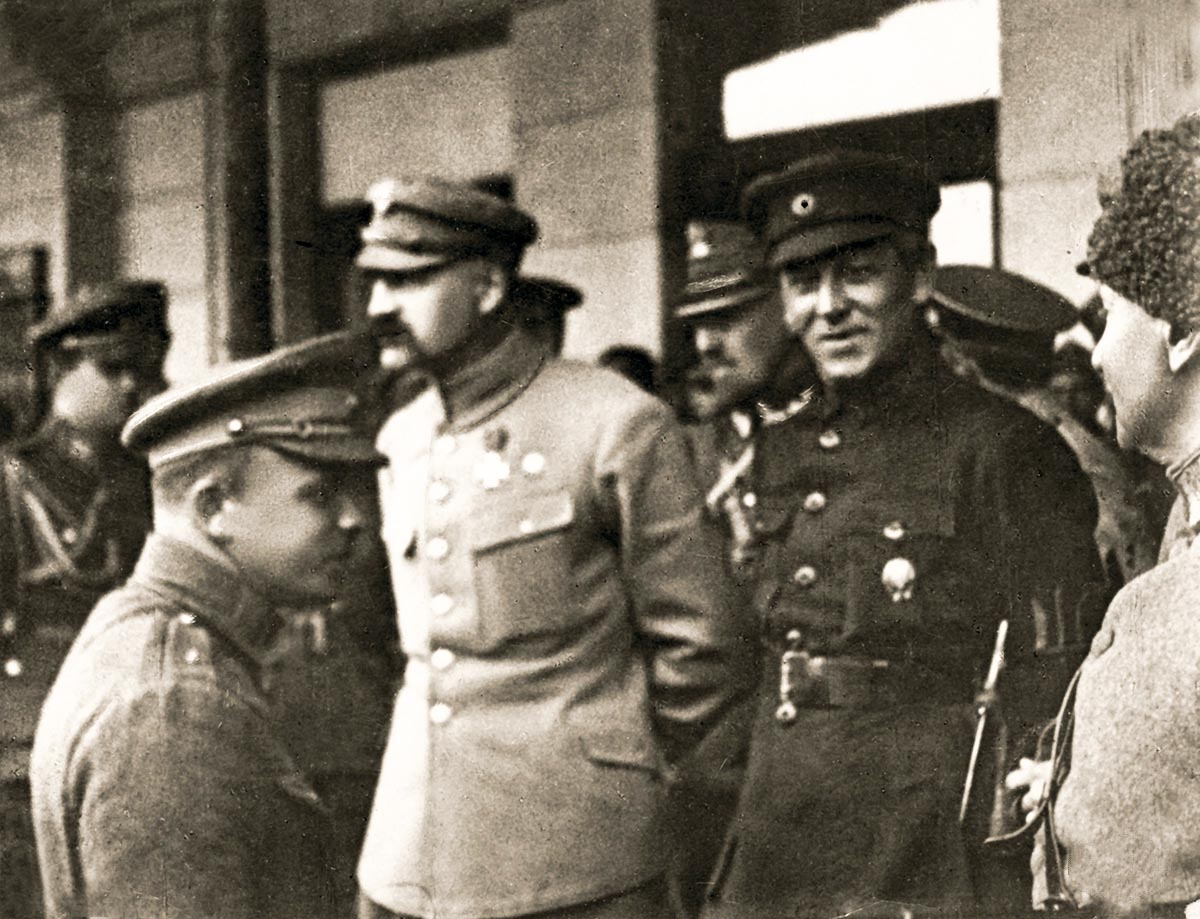
Пилсудский и Петлюра в Киеве, май или июнь 1920 года

Петлюра бежал в Варшаву, где от имени Директории 21 апреля 1920 года заключил договор с польским правительством о совместной войне против Советской России. В соответствии с достигнутым соглашением, правительство Петлюры обязывалось взамен на признание оказывать помощь полякам в борьбе с большевиками. Условия договора оказались крайне тяжёлыми — Польша забрала себе населённые преимущественно украинцами Галицию, Западную Волынь, Лемковщину, Надсанье и Холмщину. Фактически граница устанавливалась по линии, занятой на момент заключения договора польскими войсками. Союз с Петлюрой позволил полякам значительно улучшить свои стратегические позиции, развернуть наступление на Украине. 7 мая поляки заняли Киев, затем — плацдармы на левом берегу Днепра. Однако в результате Киевской операции Красной армии во второй половине мая польские войска были вынуждены начать отступление в полосе от Полесья до Днестра. Затем в ходе Новоград-Волынской и Ровенской операций (июнь — июль) войска Юго-Западного фронта РККА нанесли поражение польским войскам и петлюровским отрядам и вышли на подступы к Люблину и Львову, но не смогли овладеть Львовом и в августе были вынуждены отступить. В ноябре 1920 года армия УНР и части 3-й русской армии пытались вести наступление в Подольской губернии, однако в тяжëлых боях с частями Красной армии потерпели поражение и вынуждены были отступить на запад, на польскую территорию.
После завершения польско-советской войны и подписания мирного договора между РСФСР, УССР и Польшей режим Директории прекратил своё фактическое существование.

## Руководители Директории и Совета министров УНР
Председатели Директории:
- Владимир Винниченко (14 декабря 1918 — 13 февраля 1919)
- Симон Петлюра (13 февраля 1919 — 10 ноября 1920)

Председатели Совета министров:
- Владимир Чеховский (26 декабря 1918 — 13 февраля 1919)
- Сергей Остапенко (13 февраля 1919 — 9 апреля 1919)
- Борис Мартос (10 апреля 1919 — 27 августа 1919)
- Исаак Мазепа (27 августа 1919 — 26 мая 1920)
- Вячеслав Прокопович (26 мая 1920 — 10 ноября 1920)